# Zhang Yunsong
Zhang Yunsong (20 de março de 1977) é um basquetebolista chinês.

## Carreira
Zhang Yunsong integrou a Seleção Chinesa de Basquetebol em Atenas 2004, terminando na oitava posição.